# Linea Fukubu

Percorso

La linea Fukubu (福武線?, Fukubu-sen) è una linea ferroviaria giapponese della Ferrovia Fukui, nella prefettura di Fukui, sull'isola di Honshū, che va dalla stazione di Takefu-shin nella città di Echizen alla stazione di Tawaramachi nella città di Fukui, e dalla stazione Rovine del castello di Fukui-daimyomachi nella città di Fukui alla fermata della stazione di Fukui nella stessa città.
Soprannominata Linea Phoenix Tawaramachi (フェニックス田原町ライン?, Fenikkusu taharamachi rain), si collega con la linea Mikuni Awara della ferrovia Echizen.

## Storia
La Ferrovia elettrica Fukubu (福武電気鉄道?, Fukubu Denki Tetsudō) aprì la linea Fukubu il 23 febbraio 1924 allo scopo di trasportare i soldati del 36º reggimento Sabae dell'esercito imperiale giapponese tra le stazioni di Takefu-shin e Heiei (兵営?) (ora stazione Shinmei). La linea fu estesa l'anno successivo fino a Fukui-Shin (ora Sekijūjimae) e nel 1933 arrivò alla stazione di Fukui. Il 1º agosto 1945 la Ferrovia elettrica Fukubu si fonde con la Ferrovia elettrica Seiho per formare la Ferrovia Fukui. Nel 1950 la linea raggiunse Tawaramachi, il suo attuale capolinea. Nel marzo 2016 sono stati istituiti servizi interconnessi con la linea Mikuni Awara della ferrovia Echizen. La città di Echizen e la Ferrovia Fukui, il 25 febbraio 2023, hanno deciso di cambiare il nome della stazione Echizen-Takefu in stazione Takefu-shin per evitare confusione poiché aveva la stessa pronuncia della stazione di Echizen-Takefu sulla linea Hokuriku Shinkansen.

## Caratteristiche
- Lunghezza: 20,9 km tra Takefu-shin e Tawaramachi e 0,6 km tra le rovine del castello di Fukui-daimyomachi e la stazione di Fukui
- Numero stazioni: 25 stazioni
- Scartamento: 1.067 mm
- Alimentazione: 600 V CC tramite catenaria
- Numero di binari: Doppio binario tra Hanado e Tawaramachi, binario unico tra Takefu-shin e Hanado, tra le rovine del castello di Fukui-daimyomachi e la stazione di Fukui

## Elenco delle stazioni
- Tutte le stazioni si trovano nella prefettura di Fukui.
- I treni espressi (急行) fermano nelle stazioni contrassegnate con "●", superano quelle contrassegnate con "｜" e solo pochi fermano in quelle contrassegnate con "▲". La maggior parte dei treni locali ferma in tutte le stazioni, ma alcuni superano quelle contrassegnate con "▲".○
- Personale:
  - ◎ - Presente tutto il giorno
  - ○ - Presente tranne la mattina presto e la sera tardi
  - ◇ - Presente solo nelle ore di punta
  - △ - Presente solo durante le festività
  - × - Senza personale
  - ※ - Presente solo durante gli eventi
- Biglietto
  - ○ - Stazioni che hanno introdotto il pagamento cashless
  - △ - Stazioni che non supportano il pagamento cashless
  - Ritiro - Stazioni dove per il ritiro del biglietto è richiesto solo contante
  - × - Stazioni non presidiate
- Distributore automatico di biglietti
  - ○: presente
  - ×: non presente
- Linea
  - ∥ - tratto a doppio binario
  - ◇ - tratto a binario singolo (possibile interscambio)
  - | - tratto a binario singolo (no interscambio)
  - ∧ - dopo questo inizia il doppio binario
  - ∨ - dopo questo inizia il binario singolo
  - △ - punto finale del tratto a binario unico

| N°  | Stazione                                 | Nome giapponese  | Distanza (km)   | Distanza (km) | Espresso | Personale | Biglietto | Distributore | Linea | Collegamenti                                                                        | Posizione |
| N°  | Stazione                                 | Nome giapponese  | Tra le stazioni | Totale        | Espresso | Personale | Biglietto | Distributore | Linea | Collegamenti                                                                        | Posizione |
| --- | ---------------------------------------- | ---------------- | --------------- | ------------- | -------- | --------- | --------- | ------------ | ----- | ----------------------------------------------------------------------------------- | --------- |
| F0  | Takefu-shin                              | たけふ新         | -               | 0.0           | ●        | ◎         | ○         | ○            | ◇     | Hapi-Line Fukui : Linea Hapi-Line Fukui (stazione di Takefu)                        | Echizen   |
| F1  | Kitago                                   | 北府             | 0.6             | 0.6           | ●        | ×         | ×         | ○            | ◇     |                                                                                     | Echizen   |
| F2  | Sports Kōen                              | スポーツ公園     | 1.1             | 1.7           | ｜       | ×         | ×         | ×            | ｜    |                                                                                     | Echizen   |
| F3  | Iehisa                                   | 家久             | 0.7             | 2.4           | ●        | ×         | ×         | ×            | ◇     |                                                                                     | Echizen   |
| F4  | Sundome Nishi                            | サンドーム西     | 1.7             | 4.1           | ｜       | ×         | ×         | ×            | ｜    |                                                                                     | Sabae     |
| F5  | Nishi-Sabae                              | 西鯖江           | 1.2             | 5.3           | ●        | ○         | ritiro    | ○            | ◇     |                                                                                     | Sabae     |
| F6  | Nishiyama-Kōen                           | 西山公園         | 0.7             | 6.0           | ｜       | ※         | ×         | ×            | ｜    |                                                                                     | Sabae     |
| F7  | Mizuochi                                 | 水落             | 1.3             | 7.3           | ●        | ×         | ×         | ×            | ◇     |                                                                                     | Sabae     |
| F8  | Shinmei                                  | 神明             | 1.2             | 8.5           | ●        | ○         | ○         | ○            | ◇     |                                                                                     | Sabae     |
| F9  | Tobanaka                                 | 鳥羽中           | 1.2             | 9.7           | ｜       | ×         | ×         | ×            | ｜    |                                                                                     | Sabae     |
| F10 | Sanjūhassha                              | 三十八社         | 1.2             | 10.9          | ｜       | ×         | ×         | ×            | ◇     |                                                                                     | Fukui     |
| F11 | Taichō no Sato                           | 泰澄の里         | 1.3             | 12.2          | ｜       | ×         | ×         | ×            | ｜    |                                                                                     | Fukui     |
| F12 | Asōzu                                    | 浅水             | 0.8             | 13.0          | ●        | ○         | △         | ○            | ◇     |                                                                                     | Fukui     |
| F13 | Harmony Hall                             | ハーモニーホール | 0.8             | 13.8          | ｜       | ×         | ×         | ×            | ｜    |                                                                                     | Fukui     |
| F14 | Seimei                                   | 清明             | 1.1             | 14.9          | ｜       | ×         | ×         | ×            | ｜    |                                                                                     | Fukui     |
| F15 | Ebata                                    | 江端             | 0.6             | 15.5          | ｜       | ×         | ×         | ×            | ◇     |                                                                                     | Fukui     |
| F16 | Bell-mae                                 | ベル前           | 0.6             | 16.1          | ●        | △         | △         | ×            | ∧     |                                                                                     | Fukui     |
| F17 | Hanandō                                  | 花堂             | 0.8             | 16.9          | ｜       | ×         | ritiro    | ○            | ∥     |                                                                                     | Fukui     |
| F18 | Sekijūjimae                              | 赤十字前         | 0.9             | 17.8          | ●        | ○         |           |              | ∥     |                                                                                     | Fukui     |
| F19 | Shokokaigishomae                         | 商工会議所前     | 0.6             | 18.4          | ○        | ×         | ×         | ×            | ∥     |                                                                                     | Fukui     |
| F20 | Asuwayamakoenguchi                       | 足羽山公園口     | 0.5             | 18.9          | ○        | ×         | ×         | ×            | ∥     |                                                                                     | Fukui     |
| F21 | Rovine del Castello di Fukui-daimyomachi | 福井城址大名町   | 0.7             | 19.6          | ●        | ◇         | ×         | ×            | ∥     |                                                                                     | Fukui     |
| F22 | Fukui                                    | 福井駅           | 0.5             | 20.1          | ○        | ×         | ×         | ○            | △     | JR West: Linea principale Hokuriku (Fukui) Echizen: Linea Katsuyama Eiheiji (Fukui) | Fukui     |
| F23 | Jin'ai Joshikōkō                         | 仁愛女子高校     | 0.6*            | 20.2          | ●        | ×         | ×         | ×            | ∥     |                                                                                     | Fukui     |
| F24 | Tawaramachi                              | 田原町           | 0.7             | 20.9          | ●        | ×         | ○         | ○            | ∨     | Echizen: Linea Mikuni Awara (alcuni fino a Washizuka-Haribara)                      | Fukui     |